# نينتندو واي فاي كونيكشن

شعار نينتندو واي فاي كونيكشن

نينتندو واي فاي كونيكشن (بالإنجليزية: Nintendo Wi-Fi Connection)‏ ، هي مشروع تهدف للعب بنظام نينتندو واي فاي لكل المشتركين وتوفر أغلب الألعاب الكلاسيكية التي أعيدت إصدارها للزبائن.

## وصلات خارجية
مواقع رسمية
- نينتندو واي فاي كونيكشن Technical Support for نينتندو دي أس and نينتندو DS Lite
- Latest USB Drivers and Software